# Giải bóng đá vô địch quốc gia Quần đảo Solomon 2006–07
 Giải bóng đá vô địch quốc gia Quần đảo Solomon 2006–07 hay Solomon Islands National Club Championship 2006–07 là mùa giải thứ tư của Giải bóng đá vô địch quốc gia Quần đảo Solomon ở Quần đảo Solomon. KOSSA giành chức vô địch đầu tiên. Tất cả các trận đấu đều diễn ra ở sân vận động trên sườn đồi Lawson Tama Stadium, với sức chứa khoảng 20.000 chỗ ngồi.

## Đội bóng
- Auki Kingz
- Avaiki Chiefs Warriors
- FK Kokohale FC
- Katova FC
- Koloale
- KOSSA
- Marist
- Northern Warriors
- Paratasi

## Vòng đấu loại trực tiếp

### Bán kết
| Koloale | 7-1 | Northern Warriors |
| ------- | --- | ----------------- |
|         |     |                   |

| KOSSA | 3-1 | Makuru FC |
| ----- | --- | --------- |
|       |     |           |

### Chung kết
| KOSSA | 4-3 | Koloale |
| ----- | --- | ------- |
|       |     |         |